# Our Day
Our Day is een Amerikaanse korte documentaire uit 1938. In de film legde de filmmaker een dag in het leven van zijn familie vast. De film bevindt zich momenteel in het publiek domein en werd in 2007 opgenomen in de National Film Registry.